# Bellebier
Bellebier is een Belgisch bier van hoge gisting.
Het bier wordt gebrouwen in Brouwerij Van Steenberge in opdracht van Microbrouwerij Paeleman te Wetteren.

## Varianten
- Amber, amberkleurig bier met een alcoholpercentage van 5,2%
- Dubbel, bruin bier met een alcoholpercentage van 6,2%
- Trippel, goudblond bier met een alcoholpercentage van 8%